# Tartanpiste
Een tartanpiste is een atletiekbaan met synthetische (kunststof) ondergrond, bestaande uit polyurethaan. Deze licht verende en poreuze ondergrond zorgt voor betere prestaties, en minder prestatieverlies bij slecht weer.
De tartanpiste volgde de sintelbaan op en werd voor het eerst gebruikt op de Olympische Spelen van 1968 in Mexico-Stad. Nu is het de standaard ondergrond voor de betere atletiekpiste.